# Суперсемейка 2
«Суперсемейка 2» (англ. Incredibles 2) — американский супергеройский анимационный фильм режиссёра и сценариста Брэда Бёрда, вышедший на экраны в 2018 году. Продолжение мультфильма «Суперсемейка» 2004 года. Над производством сиквела работала студия Pixar Animation Studios, в прокат он был выпущен компанией Walt Disney Pictures.
Мультфильм вышел в прокат СНГ 14 июня 2018 года, США — 15 июня. Ещё до премьеры «Суперсемейка 2» получила восторженные отзывы в прессе.

## Сюжет
Действие мультфильма происходит непосредственно после событий первого фильма серии. Семья Парр — Боб, Хелен, Фиалка, Шастик и Джек-Джек — продолжают спасать мир. После спасения ими мэрии от подземного супер-злодея Подрывашкина власти начинают беспокоиться об уровне ущерба, причинённого супер-героями. В результате Рик Дикер сообщает семье Парр о закрытии программы «Защиты суперов», что оставило без работы миллионы людей с суперспособностями по всему миру. После суда семья вынуждена поселиться в мотеле под видом обычных людей. С Бобом, Хелен и Фреоном связывается Уинстон Дэвер, телекоммуникационный магнат и владелец DEVTECH. Вместе со своей сестрой Эвелин они предлагают им поучаствовать в кампании, призванной вернуть любовь всего мира к супергероям.
Участником программы была выбрана Хелен, чьи методы по спасению мира считались наименее разрушительными по сравнению с остальными супергероями. Согласно уговору, на костюм Эластики прикрепляется камера видеонаблюдения, записывающая её действия при работе, что должно заставить людей пересмотреть свои взгляды на деятельность супергероев. Уинстон предоставляет семье новый дом. Боб предлагает позаботиться о детях в отсутствие жены и вскоре обнаруживает, что Джек-Джек полиморф может обладать любыми суперспособностями но тем не менее, старается сохранить контроль над ситуацией. Силы Боба на исходе и он обращается за помощью к Эдне Мод, дизайнеру супергеройских костюмов, подруге семьи Парр и Люциуса. Она соглашается помочь, будучи в восторге от способностей малыша. Тем временем во время миссии Хелен сталкивается с Экранотираном, загадочным злодеем, гипнотизирующим людей через экраны телевизоров и прочей техники.
Эластика находит логово Экранотирана, побеждает его и обнаруживает, что это лишь обычный доставщик еды, который и сам был загипнотизирован. Уинстон приглашает всех супергероев на конференцию, проходящую на его корабле, но всё выходит из-под контроля, когда Экранотиран гипнотизирует их и подчиняет своей власти при помощи гипнотических очков. Эластика также оказывается под контролем суперзлодея. Выясняется, что Эвелин и есть Экранотиран, решившая подорвать репутацию супергероев из-за старой обиды на них. Когда она была ребёнком, в их дом ворвались грабители, и её отец, большой фанат супергероев, даже установивший телефоны для прямой линии с двумя из них, погиб из-за того, что никто из супергероев не пришёл ему на помощь при вооружённом ограблении их дома. Вскоре злодейке удаётся подчинить себе Боба и Люциуса, а единственная надежда остаётся на детей Парров.
Фиалка, Шастик и Джек-Джек пробираются на борт корабля Дэвера, чтобы спасти своих родителей и остальных. Освободив их, Люциуса и остальных супергероев от гипноз-очков, группа расстраивает план Эвелин. Она бросается в бегство и собирается улететь на самолёте вместе с братом, но тот отказывается помогать ей. Эвелин улетает на самолёте, однако супергероям удаётся её остановить. Их репутация восстановлена.

## Роли озвучивали
- Холли Хантер — Хелен Парр / Эластика[5]
- Крэйг Т. Нельсон — Роберт «Боб» Парр / мистер Исключительный[6]
- Сара Вауэлл — Фиалка Парр[6]
- Хак Милнер — Дэшл Роберт Парр / Шастик[6]
- Сэмюэл Л. Джексон — Люциус Бест / Фреон[7]
- Брэд Бёрд и Аманда Лир — Эдна Мод[англ.][6]
- Джонатан Бэнкс — агент Рик Дикер
- Джон Ратценбергер — шахтёр Подрывашкин
- Боб Оденкерк — Уинстон Дэвер[8]
- Кэтрин Кинер — Эвелин Дэвер[8]
- Билл Уайз — голос Экранотирана (англ. Screenslaver) / доставщик еды
- Фил Ламарр — Крушитель и Электрикс
- София Буш — Карен / Пустота
- Пол Эйдинг — Гас Бёрнс / Рефлюкс
- Изабелла Росселлини — Генриетта Селик, полномочный представитель США в ООН
- Кимберли Эдер Кларк — голос жены Фреона (Ягодка)
- Барри Боствик — мэр Нью-Урбема
- Майкл Бёрд — Тони Райдинджер
- Адам Гейтс — Чед Брентли, телеведущий
- Майкл Б. Джонсон — Виктор Кэчет, миллиардер
- Джер Бёрнс — первый детектив
- Адам Родригес — второй детектив

## Производство
Режиссёр Брэд Бёрд заявил в июне 2007 года, до выхода «Рататуя», что он готов вернуться к проекту «Суперсемейка»: «Я возьмусь за работу над сиквелом, если буду уверен, что вторая часть будет, по крайне мере, такой же хорошей, как и первая. У меня уже есть отдельные идеи относительно продолжения, которые я считаю достаточно хорошими, но пока я не вижу всей картины целиком».
Во время интервью в мае 2013 года Бёрд ещё раз упомянул об идее создания второй части мультфильма: «Я уже думал об этом, хотя многие и считали, что я уже больше никогда не вернусь к этому проекту. Я люблю этих персонажей и эту вселенную. Я очень много размышлял над этим. У меня есть много идей, которые, как я думаю, должны хорошо выглядеть в новом мультфильме о „Суперсемейке“, и, если у меня получится связать их вместе, я хотел бы включить их во вторую часть».
На собрании акционеров Disney в марте 2014 года генеральный директор Disney и председатель Боб Айгер подтвердил, что киностудия Pixar сотрудничает с Бёрдом и работает над продолжением «Суперсемейки». Позже в том же месяце Сэмюэл Л. Джексон сообщил, что он, скорее всего, вернётся к озвучке Фреона во второй части мультфильме. В апреле 2015 года в интервью NPR Бёрд подтвердил, что приступил к работе над сценарием для второй части анимационного мультфильма.
В мае 2015 года Бёрд подтвердил, что «Суперсемейка 2» станет его следующим фильмом после «Земли будущего». В августе 2015 года логотип второй части был показан в D23 Expo. В октябре 2015 года Бёрд подтвердил, что Майкл Джаккино вновь напишет музыку для второй части анимационного мультфильма. В ноябре 2016 года было подтверждено, что Холли Хантер вернётся к озвучке Эластики. 15 декабря 2016 года Сэмюэл Л. Джексон опубликовал фотографию на своей странице в Facebook, подтверждая, что он собирается вернуться к озвучке Фреона.

## Музыка
| №                   | Название                                                                           | Длительность |
| ------------------- | ---------------------------------------------------------------------------------- | ------------ |
| 1.                  | «Episode 2»                                                                        | 0:50         |
| 2.                  | «A Tony Perspective»                                                               | 2:08         |
| 3.                  | «Consider Yourselves Undermined!»                                                  | 5:12         |
| 4.                  | «A Matter of Perception»                                                           | 1:50         |
| 5.                  | «Diggin' the New Digs»                                                             | 1:42         |
| 6.                  | «This Ain't My Super-Suit?»                                                        | 0:57         |
| 7.                  | «Elastigirl is Back»                                                               | 1:00         |
| 8.                  | «Train of Taut»                                                                    | 3:17         |
| 9.                  | «Rocky vs. Jack-Jack»                                                              | 1:58         |
| 10.                 | «Ambassador Ambush»                                                                | 2:29         |
| 11.                 | «Hero Worship»                                                                     | 1:08         |
| 12.                 | «Searching for a Screenslaver»                                                     | 4:40         |
| 13.                 | «Super Legal Again»                                                                | 0:42         |
| 14.                 | «Renouncing the Renunciation»                                                      | 1:38         |
| 15.                 | «World's Worst Babysitters»                                                        | 1:33         |
| 16.                 | «Helen of Ploy»                                                                    | 0:55         |
| 17.                 | «A Dash of Reality»                                                                | 2:03         |
| 18.                 | «Hydrofoiled Again»                                                                | 3:51         |
| 19.                 | «Jack Splat»                                                                       | 1:30         |
| 20.                 | «A Bridge Too Parr»                                                                | 4:17         |
| 21.                 | «Together Forever and Deavor»                                                      | 1:45         |
| 22.                 | «Elastigirl's Got a Plane to Catch»                                                | 3:00         |
| 23.                 | «Looks Like I Picked the Wrong Week to Quit Oxygen»                                | 1:59         |
| 24.                 | «Happily After-Deavor»                                                             | 1:15         |
| 25.                 | «Out and a Bout»                                                                   | 0:36         |
| 26.                 | «Incredits 2»                                                                      | 9:51         |
| 27.                 | «Here Comes Elastigirl - Elastigirl's Theme»                                       | 1:23         |
| 28.                 | «Chill or Be Chilled - Frozone's Theme»                                            | 1:40         |
| 29.                 | «Pow! Pow! Pow! - Mr. Incredible's Theme»                                          | 1:31         |
| 30.                 | «Devtchno!»                                                                        | 1:53         |
| 31.                 | «Chad Tonight Talk Show Theme»                                                     | 0:05         |
| 32.                 | «Chad Tonight Newscast Bumper»                                                     | 0:06         |
| 33.                 | «Here Comes Elastigirl - Elastigirl's Theme (A Cappella)» (Performed by DCappella) | 1:20         |
| 34.                 | «Chill or Be Chilled - Frozone's Theme (A Cappella)» (Performed by DCappella)      | 1:36         |
| 35.                 | «Pow! Pow! Pow! - Mr. Incredible's Theme (A Cappella)» (Performed by DCappella)    | 1:31         |
| 36.                 | «The Glory Days (A Cappella)» (Performed by DCappella)                             | 1:39         |
| Общая длительность: | Общая длительность:                                                                | 1:14:50      |

## Релиз

### Маркетинг
18 ноября 2017 года вышел первый тизер-трейлер.

### Комиксы
В марте 2018 года было объявлено, что к выпуску в 2018 году также готовятся графический роман «Суперсемейка 2» и минисерия комиксов от издательства Dark Horse Comics. Графическая новелла под названием Incredibles 2: Heroes at Home была написана Лиз Маршам (англ. Liz Marsham) и нарисована Николеттой Балдари (Nicoletta Baldari). Комикс-минисерия Incredibles 2: Crisis in Mid-Life! & Other Stories была написана Кристосом Н. Гейджем и Лэндри К. Уолкером и нарисована командой Gurihiru и художниками J. Bone, Andrea Greppi и Roberta Zanotta.

### Компьютерная игра
Одновременно с мультфильмом вышла компьютерная Лего игра, основанная на сюжете обоих мультфильмов.

### Прокат
Выход мультфильма был первоначально запланирован на 21 июня 2019 года, но вскоре дата была перенесена на 15 июня 2018 года. На первоначальную же дату (21 июня 2019 года) был перенесен выход мультфильма «История игрушек 4», который отстает в производстве. В России картина вышла в прокат 14 июня 2018 года.

## Приём

### Кассовые сборы и рекорды
Согласно данным Box Office Mojo, мультфильм «Суперсемейка 2» собрал $235 826 976 по всему миру в первый уикенд ($182 687 905 в 24-ю кинопрокатную неделю в США и Канаде — 2-й результат для июня после «Мира юрского периода», 4-й для лета и 8-й вообще, плюс $53 139 071 в международном прокате), благодаря чему в настоящее время занимает 46-е место в списке лучших кассовых сборов в первый уик-энд мирового кинопроката.
Мультфильм собрал в общей сложности $1 242 805 359 по всему миру, из них $608 581 744 в США и Канаде и $634 223 615 в остальных странах (в том числе $73 187 597 в Великобритании ($12 579 895 в первый уикенд), $51 473 064 в Китае ($20 985 934 в первый уикенд), $43 890 785 в Японии, $42 286 341 во Франции, $37 575 760 в Бразилии, $37 244 911 в Мексике ($12 097 243 в первый уикенд), $33 838 139 в Австралии, $25 270 319 в Испании, $21 822 931 в Южной Корее, $20 578 828 в Германии, $15 712 921 в Аргентине, $15 608 016 в России, $14 646 895 в Италии, $11 367 439 в Венесуэле и $10 507 057 в Колумбии).
Занимает 2-е место (после «Холодного сердца») в списке самых кассовых в мире мультфильмов, 4-е место в числе самых кассовых релизов 2018 года, 5-е место в жанре супергеройского кино и 16-е место в списке самых кассовых фильмов за всю историю. В бокс-офисе США и Канады это самый кассовый мультфильм в истории кино и от студии Pixar в частности. В бокс-офисе России «Суперсемейка 2» три раза подряд занимала первое место по итоговым сборам за неделю (24-ю, 25-ю и 26-ю) и за уикенд, а также занимает 45-е место в списке самых кассовых мультфильмов российского кинопроката за всё время, при этом 3-е — за 2018 год, собрав по данным «Бюллетеня кинопрокатчика» 981 848 213 руб и 4 717 504 зрителей в России и СНГ.

### Критика и отзывы
Мультфильм вызвал в прессе восторженные отзывы. По данным Rotten Tomatoes, мультфильм получил 94 % положительных отзывов из 344 рецензий, со средней оценкой 7,9 / 10. Сайт обобщает мнения критиков так: «Команда Pixar представила перед нами долгожданное продолжение истории семьи супергероев, которая, может, и не совсем похожа на первую часть, но тем не менее достаточно хороша для того, чтобы заработать своё собственное имя». На Metacritic мультфильм имеет в среднем 80 баллов из 100 на основании 51 рецензии, что указывает на «всеобщее признание».
Роберт Абеле из TheWrap похвалил фильм, сказав: «Как бы то ни было, противоположность в продолжении — это прогрессивное, потрясающе забавное сочетание супербезопасности, ретроспективной эстетики и семейной комедии Брэда Бёрда». Variety назвал мультфильм «забавным, но далёким от невероятного» и написал: «Это правда, что в трилогии „История игрушек“ была не только великолепно показана тема устаревания игрушек. Этот мультфильм трогал вас за живое. При просмотре „Суперсемейки 2“ мы никогда не получим этих эмоций».
Майкл Филлипс из Chicago Tribune дал фильму две с половиной звезды из четырёх, добавив: «„Суперсемейка 2“ подойдёт для того, чтобы скоротать вечер, наблюдая за яркими, насыщенными действием сценами фильма. Музыка Джаккино — самый важный элемент при создании данного эффекта: она позволяет не только сохранить уникальность фильма, но и представить наилучшим образом интерпретацию тех тем, которые хорошо знакомы нам с детства. Анимация яркая и визуально динамичная, всё было бы хорошо… если бы название фильма было „Удовлетворительная семейка 2“ (Satisfactories 2), это было бы правильнее». Алекс Хадсон из Exclaim! похвалил последовательность действий фильма, но критиковал отсутствие оригинальной истории.
Критик Антон Долин отметил, что «Суперсемейка 2» критикует эйфорическое движение за женскую эмансипацию и при этом ещё более жестко разоблачает мужское фанфаронство. А главное — задается вопросом, что происходит с семьей в XXI веке, когда беспощадная правозащитная борьба разрушила её традиционные модели, но не предложила новых.

### Награды и номинации
- 2018 — премия Национального совета кинокритиков США за лучший анимационный фильм.
- 2019 — номинация на премию «Оскар» за лучший полнометражный анимационный фильм (Брэд Бёрд, Джон Уокер, Николь Парадис Гриндл).
- 2019 — номинация на премию «Золотой глобус» за лучший анимационный фильм.
- 2019 — номинация на премию BAFTA за лучший полнометражный анимационный фильм (Брэд Бёрд, Джон Уокер).
- 2019 — две премии «Энни» за лучшую музыку (Майкл Джаккино) и за лучшую раскадровку (Дин Келли), а также 9 номинаций: лучший полнометражный анимационный фильм, лучшая режиссура (Брэд Бёрд), лучший сценарий (Брэд Бёрд), лучшая озвучка (Холли Хантер), лучший дизайн персонажа (Мэтт Нолти), лучшая анимация персонажа (Лэнс Файт), лучшая раскадровка (Бобби Рубио), лучший монтаж (Стивен Шаффер, Энтони Гринберг, Кэти Шефер), лучшие анимационные эффекты (Грег Гладстоун, Толга Гоктекин, Джейсон Джонстон, Эрик Лакруа, Кшиштоф Рост).
- 2019 — номинация на премию «Спутник» за лучший анимационный фильм.

## Продолжение
После выхода «Суперсемейки 2» режиссёр Брэд Бёрд признался, что урезанный график производства мультфильма привёл к появлению многих сюжетных линий и идей, которые он снимал для окончательной версии мультфильма. Он привёл решение Pixar в октябре 2016 года о замене дат выпусков «История игрушек 4» и «Суперсемейка 2», что означало, что мультфильм Бёрда потерял полный год производства. Бёрд утверждал, что затяжные сюжетные линии могут привести к третьему мультфильму, как и во втором.

Было много идей, которые мы имели в этом фильме, которые можно было бы использовать … будь то другой фильм «Суперсемейка» или что-то ещё.
Оригинальный текст (англ.)There were a lot of ideas that we had on this film that could be [used]... whether it's another Incredibles film, or something else.
— Брэд Бёрд
Актёры, в том числе Сэмюэл Л. Джексон и София Буш, выразили заинтересованность в повторном исполнении своих ролей.

Я бы никогда не исключил этого и если прошлое — пролог, это будет ещё 14 лет — и многим людям, вероятно, понадобится кислород, чтобы сделать третий.
Оригинальный текст (англ.)I wouldn't ever rule it out and if past is prologue, it'll be another 14 years — and a lot of people will probably need oxygen to make a third one.
— Джон Уокер
Продюсер Джон Уокер не будет сотрудничать над работой третьей части.
В мае 2024 года (в преддверии 20-летия первого фильма) в интервью с коммерческим директором Pixar Питом Доктером и президентом Pixar Джимом Моррисом было сказано, что студия рассматривает возможность создания большего количества продолжений своих популярных франшиз, среди которых будет и «Суперсемейка». «Суперсемейка 3» была официально анонсирована на мероприятии D23 Expo в августе 2024 года, а Бёрд вновь стал режиссёром.